# La cuna del Dembow
La cuna del Dembow es un documental dominicano de dos episodios estrenado por la plataforma Amazon Prime Video en septiembre de 2022. Dirigido por Rodrigo Films y producido por Jessy Terrero, narra el origen y el desarrollo del subgénero musical conocido como dembow dominicano, con entrevistas a exponentes de la escena como Farruko, Chimbala, Bad Bunny, Kiko el Crazy y Rochy RD, entre otros.

## Episodios
| No. | Director      | Fecha de lanzamiento original | Duración   |
| --- | ------------- | ----------------------------- | ---------- |
| 1   | Rodrigo Films | 8 de septiembre de 2022       | 22 minutos |
| 2   | Rodrigo Films | 21 de octubre de 2022         | 27 minutos |

## Recepción
Para el Diario La Prensa, el documental es «un homenaje a las mujeres que se abren camino en un espacio dominado por hombres y crean nuevos espacios para las generaciones futuras». Clarín manifestó que esta producción sirve «como introducción y clase para los nuevos fanáticos de este estilo musical y para los fanáticos veteranos», y en El Espectador se afirmó que el documental «da un vistazo a la historia del género y su influencia en la cultura urbana dominicana directamente de aquellos que experimentaron su ascenso de primera mano».